# Maria Felice Tibaldi
Pour les articles homonymes, voir Marie Félicité et Tibaldi.
Maria Felice Tibaldi est une artiste peintre italienne, née à Rome en 1707 et morte dans la même ville en 1770.

## Biographie
Maria Felice Tibaldi est la fille du compositeur de musique et violoniste Giovanni Battista Tibaldi, et la sœur de Teresa et Isabella Antoinette Eléonore Tibaldi (1712-1773).
À partir de 1720, elle se forme auprès de Giuseppe Felice Ramelli.
Elle a d'abord peint à l'huile des portraits et des sujets historiques puis, ne supportant plus l'huile, elle s'est orientée vers des miniatures, copies de maîtres anciens et, à l'occasion, des pastels. Parmi ses portraits miniatures, il y a Bacchus et Ariane et Angelica et Medoro.
En 1734, sa sœur Isabella épouse le peintre français Pierre-Charles Trémolières, par l'intermédiaire duquel elle fait probablement la connaissance du peintre français Pierre Subleyras, qui s'installe définitivement à Rome en 1735. Ils se fiancent et se marient en 1739 ; à l'occasion de leur mariage, il peint son portrait. Ils ont au moins un fils, Luigi Subleyras (1743-1814), né et actif à Rome, poète, auteur entre autres du Nella venuta in Roma di madama Le Comte e dei Signori Watelet, e Copette rinomatissimi letterati francesi (1764). Et également, une fille, Clementina Subleyras (morte le 19 mars 1805 à Rome). Elle travaille également comme miniaturiste.
Elle devient membre de l'Accademia di San Luca de Rome en 1742. L'année suivante, avec son mari, elle est admise à l'Accademia dell’Arcadia sous le nom d'Asteria Aretusa.
En 1748 elle réalisé le tableau Marie-Madeleine au pied de Jésus dans la maison de Simon le pharisien. Elle le présente au pape Benoît XIV qui lui paye 1 000 écus en 1752. Ce tableau est inclus dans le livre Women Painters of the World (1905).
Avant 1754, elle conçoit un éventail pour la reine Élisabeth d'Espagne représentant le Triomphe d'Arlequin.
À partir de 1755, elle vit avec sa mère, ses deux sœurs et ses enfants. Elle travaille comme miniaturiste, tout comme sa sœur Teresa qu'elle forme. Les œuvres de sa sœur Teresa ne sont pas connues. En 1758, elle signe et date le portrait du cardinal Prospero Colonna di Sciarra, une copie de celui de Pompeo Batoni.
Elle meurt en 1770 à Rome.

## Œuvres
Une de ses dernières miniatures est une copie inachevée d'Aurore, une fresque de plafond du Guerchin qui se trouve à la villa Ludovisi. Elle peint deux miniatures pour Jacques Augustin de Silvestre (1719-1809) : Bacchus assis près d'Aridne sur un rocher de l'île de Naxos et Angélique et Médor.
Une liste des miniatures qu'elle a peintes a été établie, cependant, aucune de ces œuvres ne nous est parvenue.

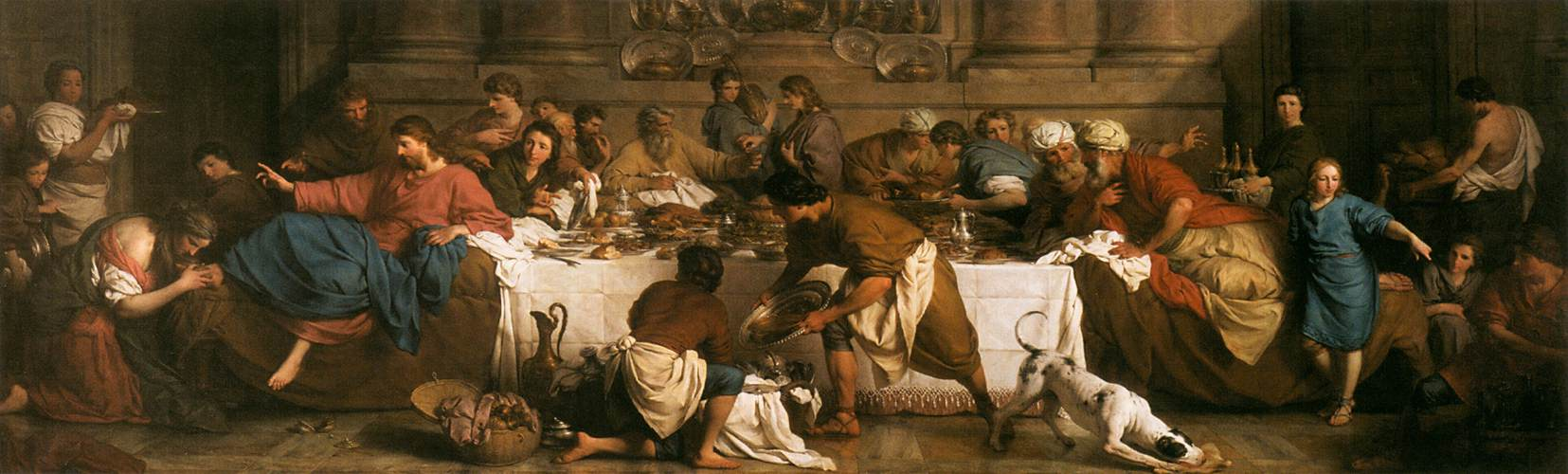
Pierre Subleyras, Marie-Madeleine au pied de Jésus dans la maison de Simon le pharisien, 215 × 679 cm, Paris, musée du Louvre.

Pierre Subleyras, Marie-Madeleine au pied de Jésus dans la maison de Simon le pharisien, 51 × 122 cm, Berlin, Gemäldegalerie Alte Meister.

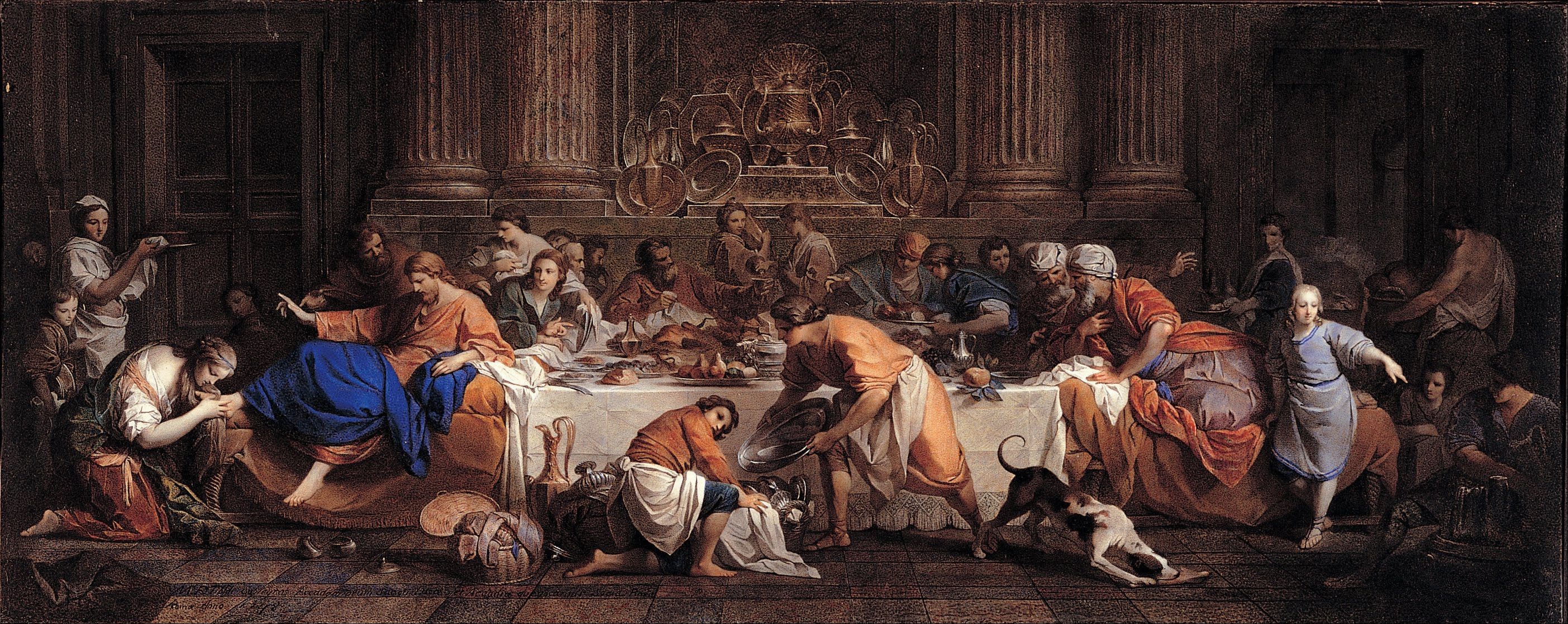
Maria Felice Tibaldi, Marie-Madeleine au pied de Jésus dans la maison de Simon le pharisien, 272 × 638 mm, Rome, musées du Capitole.

## Expositions
- À l'Art Institute of Chicago, le dessin intitulé Cérémonie dans l'église, réalisé à la craie noire sur papier, lui est attribué[2].
- Au Musée des Augustins, dans les collections il y a l'éventail pour la reine Élisabeth d'Espagne, illustrant le Triomphe d'Arlequin[7], œuvre réalisée par l'artiste[2].
- Au Musée national bavarois se trouvent quatre miniatures en ivoire d'elle de 1753. Elles représentent Karl Theodor et son épouse Elisabeth Maria. Ce sont des copies des portraits de Johann Georg Ziesenis[Lequel ?]. Également, il y a une allégorie de la Poésie et La Vierge à la chaise de Raphaël ; la commande aurait probablement été facilitée par Lambert Krahe[2].
- À la Pinacothèque capitoline, il y a la copie miniature sur parchemin réalisée par l'artiste en 1748 des œuvres de Pierre-Charles Trémolières, notamment Marie-Madeleine au pied de Jésus dans la maison de Simon le pharisien (également appelé Les Noces de Cana)[4]. Le tableau de son mari se trouve au musée du Louvre[4].